# روزه در یهودیت
تَعَنیت (به عبری: תענית) روزه در دین یهود است و در تنخ یهودی یا عهد عتیق به آن اشاره شده‌است. برپایه روایت‌های یهود، موسی پیش از دریافت الواح عهد از یهوه، چهل شبانه‌روز در کوه سینا روزه گرفت و از خوردن و آشامیدن پرهیز کرد. تعنیت در شریعت یهود، یکی از راه‌های نزدیکی به خداوند است. تعنیت در عبری به معنای رنج دادن جان نامیده می‌شود. درتقویم عبری شش روز ادای روزه، واجب در نظر گرفته شده‌است.

## روزه‌داری در تورا
داوود در هنگام بیماری پسرش از بت‌شابع زن اوریا، روزه گرفت. یهوشافط پس از پیروزی یهودیه بر موآبی‌ها و عمونیان چهل روز روزه گرفت. یوئیل و یونس نیز برای دور کردن خشم خدا به مردم دستور به روزه گرفتن دادند. مردخای و استر و پیروانشان نیز از دیگر از شخصیت‌های عهد عتیق هستند که پس از فرمان هامان وزیر اخشورش برای قتل‌عام یهودیان چندین شبانه‌روز روزه گرفتند.

## روزه‌های واجب
امروزه چند نوع تعنیت در بین یهودیان رواج دارد. آنچه که در تورا آمده و آنچه که روزه‌هایی هستند که پس از ویرانی معبد بیت‌المقدس از طرف انبیا و علمای بنی‌اسرائیل به نشانه سوگواری برای این جامعه مقرر شدند.
- مهم‌ترین روزه نزد یهودیان، روزه یوم کیپور است که بنابر اعتقاد یهود، با هدف بخشش گناهان انجام می‌شود و تنها روزه‌ای است که دستور مستقیم خداوند در تورات است. یهودیان جهان در طول این شبانه‌روز، ازغروب تا غروب، روزهٔ بیست‌وپنج ساعته گرفته و از انجام هر کاری دست کشیده و تمام وقت در کنیساها، به عبادت می‌پردازند.[۸]
- گدلیا سوم ماه تیشری
- دهم ماه طبت
- هفدهم ماه تموز
- نهم ماه آو که تیشا بآو نام دارد و روزی است که معبد اورشلیم دو بار و در سال‌های ۵۸۶ پیش از میلاد و ۷۰ میلادی، تخریب شد، به روزه‌داری می‌پردازند. این روز «شوم‌ترین روز تاریخ یهود» شناخته می‌شود.
- روزه استر (به منظور طلب حاجت و استجابت دعا صورت می‌گیرد)

## روزه‌های مستحب
- روزه آدینه پسح: این روزه ویژه نخست‌زادگان مذکر خانواده است که به یادبود ضربت خداوند به نخست‌زادگان مصریان در هنگام آستانه خروج بنی‌اسرائیل از مصر و مصونیت عبرانیان از این ضربت صورت می‌گیرد.
- در روزهای ویژه از سال به ویژه ماه ایلول و در روزهای دوشنبه و پنجشنبه روزه گرفته می‌شود.
- روزهای آدینه ماه نو عبری (روز قبل از حلول ماه قمری).
- عروس و داماد در روز عروسی یا روز قبل از آن به مناسبت شروع زندگی جدید و به منظور توبه از گناهان گذشته در صورت امکان روزه می‌گیرند.
- کسی که خواب آشفته‌ای دیده‌است و آن را نشان بدی می‌داند، روز بعد به خاطر کفاره گناهان و رفع مصیبت روزه می‌گیرد.
- برخی رسم دارند که در سالروز درگذشت والدین خود یا سالروز درگذشت علمای عالی‌رتبه دینی روزه بگیرند.
- در حوادث خاصی مانند زمین‌لرزه یا بروز خشکسالی و نظایر آن، بنا به حکم مرجع دینی، روزه جماعتی بر یهودیان منطقه‌ای خاص مقرر می‌شود.

## آداب و شرایط
- در شریعت یهود، کلیه واجبات دینی ازجمله روزه برای دختران از سن ۱۲ سالگی و برای پسران از ۱۳ سالگی آغاز شده و اجباری است.
- کلیه روزه‌هااعم از واجب و مستحب به غیر از روزه یُوم کیپور و روزه نهم آو که ۲۵ ساعته و از غروب تا غروب هستند، همگی پیش‌از سپیده صبح تا تاریکی کامل هوا برگزار می‌شوند.
- غیر از روزه بزرگ یوم کیپور که تأکید ویژه‌ای بر انجام آن صورت می‌گیرد، در همه روزه‌ها، بیماران و افراد ضعیف و زنان باردار یا شیرده از روزه‌ها معاف هستند.
- در ایام عید و روزهای شنبه و روزهای اول ماه نو عبری، گرفتن روزه ممنوع است.

### آمادگی جسمانی و پذیرش روزه
هر چند که روزه در یهود (تعنیت) معنای تحت‌اللفظی «رنج دادن جان» را داراست، اما هدف اصلی آن همانگونه که ذکر شد، یادآوری موضوع‌های معین در شرایط ویژة روزه است؛ لذا آمادگی جسمانی برای روزه بسیار با اهمیت شمرده شده‌است. به خصوص دربارهٔ روزه بزرگ یوم کیپور، در احکام دینی، صرف خوراک مفصل قبل از شروع این روزه، بسیار باارزش و مستوجب ثواب مضاعف شمرده شده‌است، زیرا فرد را برای اجرای یک فرمان الهی آماده می‌سازد.

### رابطهٔ انسان با انسان
دربارهٔ روزه‌هایی که جنبه توبه دارند، تنها مختص روابط انسان و خداوند است و چنانچه انسانی، نسبت به همنوعان خود گناهکار باشد، تا زمان رفع کدورت و احقاق حقوق آنها، روزه و توبه او به درگاه خداوند بی‌اثر خواهد بود.